# Ian Rowling
Ian Rowling (n. 10 februarie 1967, Epping, Anglia, Regatul Unit) este un caiacist ce a reprezentat Australia, medaliat olimpic. A participat la o ediție a Jocurilor Olimpice (1992) în care a câștigat o medalie de bronz.

## Participări
Lista de mai jos prezintă principalele competiții la care a participat Ian Rowling de-a lungul carierei.
- canoeing at the 1992 Summer Olympics – men's K-4 1000 metres[*]